# Liste de prises de catch
 (février 2008).
Si vous disposez d'ouvrages ou d'articles de référence ou si vous connaissez des sites web de qualité traitant du thème abordé ici, merci de compléter l'article en donnant les références utiles à sa vérifiabilité et en les liant à la section « Notes et références ».
Les prises de catch sont des mouvements qui consistent principalement à projeter un adversaire au catch.
Ces techniques de catch sont aussi appelées Power moves.

## Arm Drag
Le Arm Drag consiste à mettre l'adversaire au sol en lui tirant le bras. Cette prise est très utilisée en Lucha Libre et en Self-Defense. Il existe un grand nombre de variante. Le luchador Mistico (Sin Cara) a déjà réalisé un Diving Corkscrew Arm Drag comme prise de finition. Une prise très spectaculaire. Kelly Kelly l'utilise en contrant une clé de bras, en prenant la corde, réalise un salto arrière et fait la prise.

## Armbreaker
Prise où l'attaquant prend le bras de l'adversaire au niveau du biceps, saute et éclate le bras de la victime au sol.

### Armbar legsweep
Le lutteur se tient à côté de son adversaire, croise ses bras contre la main en face de l'adversaire en face d'elle (comme le lutteur se tient à côté de l'adversaire, et utilise par exemple son bras droit, il ne serait-il croisée contre le bras gauche de l'adversaire, et vice versa). De ce point, le lutteur met sa jambe en avant de la jambe opposée de l'adversaire, et tombe à la renverse, entraînant le bras de l'adversaire pour être claqué dans le tapis. Le déménagement peut être imagé pour ressembler à un Russian Leg Sweep.
La manœuvre peut être utilisée en mettant le bras de l'adversaire sur sa poitrine, et balaie ensuite sa jambe, le blessant au bras. Il peut être décrit comme un revers ou inverted armbar takedown.

### Armbar takedown
Cette variation de la armbreaker implique l'attaquant saisissant le bras gauche ou à droite de l'adversaire, en le tenant sur la poitrine, puis tombant en arrière, laissant tomber le visage premier adversaire ainsi que d'endommager le bras de l'adversaire et à l'épaule. Ce mouvement est également connu comme une single arm DDT.

### Double knee armbreaker
Le lutteur saisit un des bras de l'adversaire, saute et se connecte à la fois contre les genoux de son bras tendu de l'adversaire. Comme le lutteur tombe sur le dos, il la force du bras de l'adversaire vers le bas dans les deux genoux, donc de l'endommager. Cette prise est actuellement utilisée par Alberto Del Rio.

## Back Body Drop
L'attaquant, penché, est en face de l'adversaire, il le saisit par la taille et se redresse en projetant l'adversaire sur le dos. Habituellement employé sur un adversaire qui court.
En France cette prise est appelée couramment « surpassement arrière ».

### Mountain Bomb
L'attaquant, penché, attrape l'adversaire qui court en saisissant une des jambes avec ses deux bras et tombe en arrière projetant l'adversaire sur le dos. Inventée et popularisée par le Japonais Hiroyoshi Tenzan.

## Backbreaker
L'attaquant est derrière l'adversaire, il le saisit avec les deux bras de manière que l'adversaire soit couché en hauteur sur le côté de l'attaquant.
L'attaquant doit le faire tomber avec force. L'attaquant peut mettre son genou sous l'adversaire et le laisser tomber sur le genou de l'attaquant.

## Body slam
L'attaquant prend l'adversaire et le porte au-dessus de la tête avec les deux mains. L'attaquant jette violemment l'adversaire devant lui.

## Brainbuster
Un suplex mais au lieu de faire passer l'adversaire derrière, on lui écrase la tête en le faisant tomber sur la tête verticalement.

## Bulldog

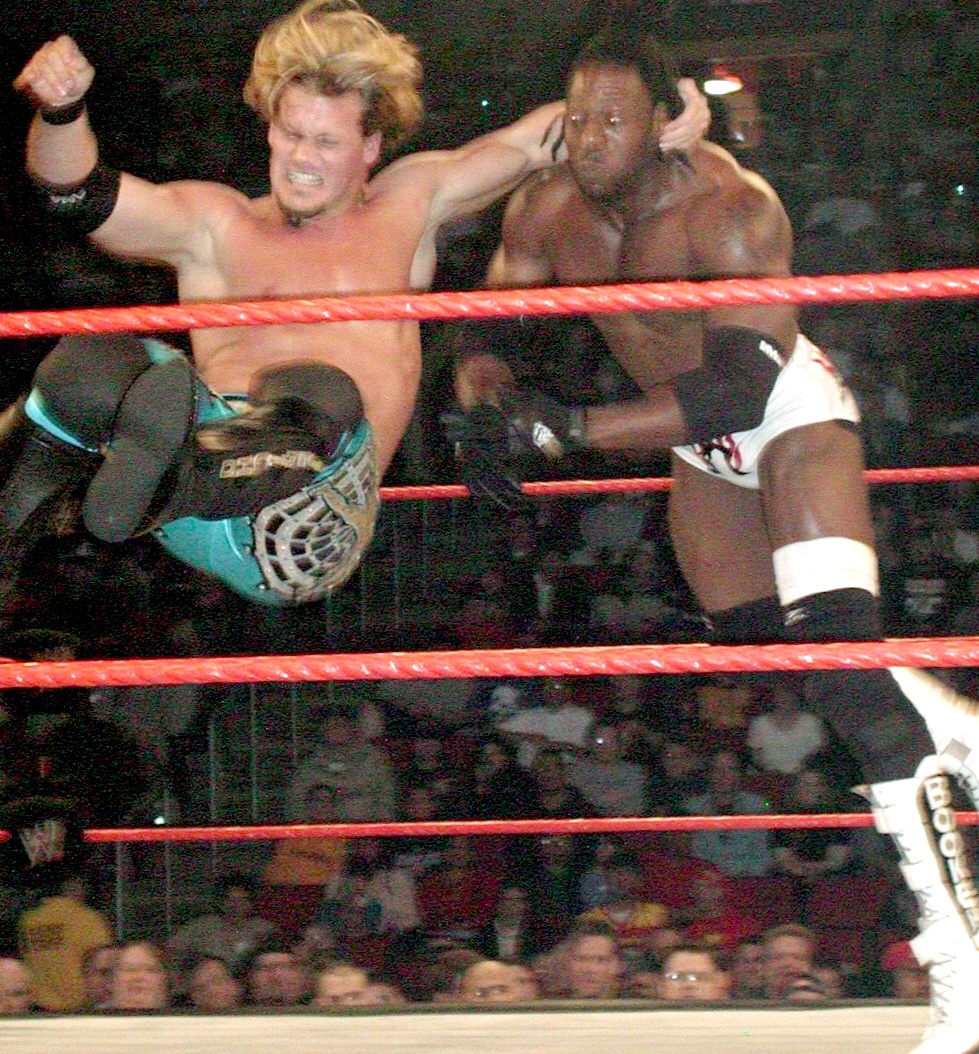
Chris Jericho Faisant un one-handed bulldog à Booker T.

L'attaquant applique un headlock ou un facelock à son adversaire, saute en avant et tombe dans une position assise (très souvent) ou allongé claquant le visage de l'adversaire sur le ring. Les variations sont le cutter, DDT, facebuster.
Il existe des variantes :
- Cobra Clutch Bulldog : l'attaquant applique un cobra clutch à son adversaire, saute en avant et tombe dans une position assise claquant le visage de l'adversaire sur le ring.
- Running cobra clutch backbreaker : l'attaquant court, applique le cobra clutch puis le backbreaker. Cette prise de finition, très difficile à réaliser car il faut de la rapidité et de la technique, a longtemps été l'apanage de Batista.
- Full Nelson bulldog : l'attaquant applique un Full Nelson à son adversaire, saute en avant et tombe dans une position assise claquant le visage de l'adversaire sur le ring.
- Jumping reverse bulldog : l'attaquant saute attrape la tête de l'adversaire en bulldog mais retombe en arrière pour claquer tête de l'adversaire.
- One-handed bulldog : l'attaquant court vers son adversaire, attrape la tête et saute en avant en tombant dans une position assise ou agenouillement conduisant le visage de l'adversaire sur le ring (John Cena utilise cette prise en combo après une projection dans le coin).
- Two-handed bulldog : variante du one-handed bulldog. L'action est identique, mais l'attaquant emploie ses deux mains pour attraper la tête. Il y a aussi la prise de finition de Maria (le Beautiful bulldog) qui consiste en la même chose, mais d'un coin à un autre du ring.

## Catapult
Catapult (aussi appelé Boomerang) est une prise pratiquée par beaucoup de catcheurs dans laquelle l'attaquant prend les jambes de l'adversaire, chute en entraînant les jambes, et l'adversaire finit avec la tête dans le coin.

## Chokeslam
Le Chokeslam est une prise où l'attaquant saisit l'adversaire par le cou, le soulève et le projette violemment au sol sur le dos. Undertaker, Kane et Big Show l'utilisent régulièrement comme prise de finition.

## Cobra Clutch Leg Sweep
L'attaquant applique un Cobra Clutch et le transforme en Russian Leg Sweep très efficace. L'utilisateur le plus connu est Ted Dibiase Jr. qui en a fait sa prise de finition baptisée Million Dollar Crusher.

## Cutter
Le cutter est une prise utilisée par Randy Orton. Il l'a appelée le RKO. Le principe est simple : l'attaquant prend la tête de son adversaire, saute de façon que l'adversaire tombe et se fait couper la respiration. Les Hardy Boyz utilisent aussi une forme de cutter, le Twist of Fate ; l'adversaire est verrouillé en Front facelock, puis Jeff ou Matt pivote autour de la tête de son adversaire de manière à retomber sur le dos, et l'épaule au niveau de la gorge de l'adversaire.

## DDT
L'attaquant prend l'adversaire en facelock et se jette en arrière pour claquer son front sur le sol. Prise très douloureuse. 
Il y a plusieurs versions comme un Snap DDT (finition de Maryse), un Flowing DDT /Silver Spoon DDT (Cody Rhodes) ou un "Future shock DDT" (Drew Mcintyre).

## Death Valley Driver
Le Death Valley Driver ou DVD est une prise de catch, un type de brainbuster où le catcheur applique un fireman carry[Quoi ?] sur son adversaire et tombe à la direction de la tête de la victime en claquant la tête au sol. Au Japon, la prise est connue sous le nom de Death Valley Bomb. Louis Spicolli et Tommy Dreamer sont des exemples de catcheurs qui popularisent le Death Valley driver. Une de ses variantes est utilisée comme prise de finition par John Cena qui l'appelle Attitude Adjustement.
Lors d'un Inverted Death Valley Driver, le catcheur  applique un Argentine backbreaker rack et le lutteur tombe en arrière en conduisant la tête de la victime au sol. Connu aussi sous le nom de Burning Hammer ou encore Inverted DVD. Ce fut la prise de finition de Beth Phoenix, qui l'appelait Beth Valley Driver. C'est la prise de finition de Tyler Reks.
Le Side Death Valley Driver consiste pour le catcheur à appliquer un Argentine backbreaker rack puis tombe au côté (la direction de la tête de la victime) pour conduire le cou et les épaules de la victime au sol. C'est la prise de finition de Kenta Kobashi.

## Double Nelson
La double Nelson est une prise de catch, c'est une prise de soumission (qui consiste à faire abandonner l'adversaire). Il faut que le combattant qui la porte place ses bras en dessous de ceux de la victime et relie ses mains l'une à l'autre pour bloquer les bras de son adversaire comme dans un cadenas. Ensuite il exerce une forte pression grâce à ses muscles des bras sur les bras et la nuque de sa victime.
Cette prise était utilisée à la WWE par Chris Masters qui la nomme Masterlock (le cadenas de Masters) et l'utilise comme prise de finition. Mais d'autres catcheurs l'utilisent occasionnellement, entre autres, Bobby Lashley qui l’utilise sous le nom de « Hurt lock ».

## Dragon Screw
Le Dragon Screw est une prise de catch qui a pour but d'affaiblir la jambe de l'adversaire (souvent pour des prises de soumissions). Cette prise est popularisée par Tatsumi Fujinami et Keiji Mutoh. L'attaquant se tient en face à son adversaire puis il saisit une jambe de son adversaire, le tend parallèle par rapport au sol et il tourne à l'intérieur de la jambe en faisant tomber l'adversaire grâce à une rotation.

## Drop Toe-Hold
En français croque en jambe. L'attaquant se couche par terre, place un pied devant le pied de l'adversaire, puis met son autre pied derrière la jambe, et d'un mouvement des deux jambes provoque une chute de l'adversaire par terre. En majorité, cette prise est utilisée contre une personne qui court, et plus généralement pour effectuer un contre. John Cena l'utilise avant son STF. Raven pratique souvent cette prise en plaçant une chaise afin que son adversaire tombe tête première sur celle-ci après avoir effectué la prise. Rey Mysterio Jr. effectue généralement cette prise pour placer idéalement son adversaire pour le 619. En France, cette prise s'appelle un croque en jambe.

## Electric Chair Bomb
Electric chair bomb est une prise de catch ressemblant à un facebuster. L'attaquant soulève son adversaire pour le mettre sur ses épaules, ils regardent alors dans la même direction, puis l'attaquant se laisse rapidement tomber de manière à acquérir une position assise, tout en poussant l'adversaire de ses épaules pour qu'il retombe face contre le sol.
L'Electric Chair Drop consiste pour l'attaquant à placer son adversaire dans une position electric chair comme dans un electric chair bomb, mais au lieu de pousser l'adversaire devant, ce dernier tombe en arrière claquant le dos de l'adversaire.
Et l'Electric Chair Driver consiste à passer une des jambes de l'adversaire pour le faire tomber sur le dos, la tête vers l'attaquant qui peut tenter de faire le tombé. Cette prise est actuellement utilisée par Kenny Omega qui en fait sa prise de finition en la renommant One winged angel.

## Facebreaker
Un facebreaker est une attaque de catch dans lequel le catcheur claque la figure d'un adversaire contre le genou.
Le Codebreaker de Chris Jericho en est un bon exemple : le Canadien saute, saisit la tête de son adversaire en l'air, alors qu'il est groupé sur lui-même, se laisse tomber, claquant violemment la malheureuse tête sur un bloc formé par ses deux genoux.
Lors d'un Facebreaker DDT, l'attaquant applique un facelock avant et tombe en arrière dans une position d'agenouillement en claquant la figure de l'adversaire contre le genou.
Il existe également l'Inverted Stomp Facebreaker, l'attaquant prend l'un des bras de son adversaire, place son pied sur sa joue et se laisse tomber au sol, entraînant son adversaire au sol qui de cette façon se prend un violent coup de pied au visage. C'est la prise de finition de la catcheuse Gail Kim

## Facebuster
Le facebuster est une prise de catch qui consiste à écraser la tête de l'adversaire contre le ring ou contre le genou de temps en temps.

## Flapjack
L'attaquant soulève son adversaire par les jambes, alors qu'ils sont face à face, et il claque le visage de l'adversaire au sol.

## Giant Swing
L'attaquant met les jambes de son adversaire autour de sa taille alors que ce dernier est au sol, puis il commence une rotation d'un ou de plusieurs tours avant de lâcher l'adversaire, souvent de l'autre côté du ring. Ultimo Dragon l'utilise souvent précédé du Spinebuster.
Cesaro l'utilise également en tant que prise de finition sous le nom de Cesaro Swing.

## Gutbuster
Le catcheur soulève son adversaire au-dessus de sa tête et le lâche de façon qu'il tombe l'estomac sur son genou.
Il existe une variante, le Fireman's carry gutbuster où le catcheur applique un Fireman's carry puis le lâche en gutbuster. L'utilisateur le plus connu est Jamie Noble.C'est la prise de finition de Darren Young, qui le nomme The GutCheck et ainsi que la nouvelle prise de finition de Kaitlyn.

## Gorilla Press Drop
Le catcheur soulève son adversaire au-dessus de sa tête  les bras tendus  et le laisse tomber sur le torse. L'utilisateur le plus connu est Ultimate Warrior.

## Headlock Driver
L'attaquant s'empare de l'adversaire en position de Headlock, leve une de ses jambes pour amplifier son élan, puis se laisse tomber vers le bas afin d'éclater le visage de l'adversaire. Dean Ambrose l'utilisait comme prise de finition sous le nom de Dirty Deeds avant qu'il ne la remplace par le Double-Arm DDT

## Headscissors takedown
L'attaquant et l'adversaire sont face à face, il met ses chevilles autour du cou de son adversaire et rabat les jambes au sol pour que son adversaire tombe par terre. Le Headscissors takedown est beaucoup utilisé par les voltigeurs, il est souvent la transition d'un Tilt-a-whirl.Il se réfère au nom de Frankensteiner ou Hurricanrana. Cette position est utilisée par R-Truth et Kelly Kelly qu'elle appelle Whirlybird Headscissors car elle fait effectuer à l'adversaire des tours et rabat ses jambes au sol

## Hip Toss
En français tour de hanche cette prise consiste à faire faire tourner l'adversaire de 180° degré avec un seul bras (prise pratiquée par John Cena, R-Truth, Santino Marella...).

## Frankensteiner
Le Frankensteiner est un headscissors takedown porté sur un adversaire qui court. L'attaquant profite de l'élan de son adversaire pour le projeter par terre sur la tête. La prise a été nommée par Scott Steiner.
Il existe une variante, le Reverse frankensteiner, appelé aussi Inverted frankensteiner ou Poison Rana, l'action est similaire au frankensteiner, sauf que l'attaquant l'effectue par derrière, et rabat ses jambes vers le bas, forçant l'adversaire à tomber par terre, sur son ventre.

## Hurricanrana
L'Hurricanrana est une prise très souvent utilisée par Rey Mysterio, Sin Cara ou des divas comme Kelly Kelly ou AJ et beaucoup d'autres voltigeurs. Cette prise peut être utilisée pour contrer un Powerbomb  ou une prise en haut de la tête. Elle peut être effectuée d'une hauteur élevée comme après un Springboard ou un Slingshot. La prise consiste à placer ses jambes sur les épaules de l'adversaire (position de la Powerbomb) puis à faire une roulade arrière afin de faire tourner l'adversaire sur lui-même avant de lui claquer le dos au sol.

## Jawbreaker
Un jawbreaker se rapporte à une brise-mâchoire sur n'importe quelle partie du corps, très souvent sur l'épaule ou la tête.
Le jawbreaker standard voit un attaquant se tenir en face de l'adversaire, place sa tête sous le menton de son adversaire et tombe dans une position assise ou d'agenouillement claquant la mâchoire de celui-ci sur la tête.
Le Shoulder jawbreaker consiste pour l'attaquant à se tenir devant l'adversaire, placer son épaule sous la mâchoire de l'adversaire, puis tomber dans une position assise ou sur ses genoux pour claquer la mâchoire de l'adversaire sur son épaule. Cette prise est considérée comme un Stunner inversé. Cette prise est popularisée par Stone Cold.

## Leg Sweep
Variante :
-Rolling Forward Russian Leg Sweep : L'attaquant est face à l'adversaire, il lui prend le bras et le met au-dessus des épauleq pui do corps.Ensuite il le prend par la taille, lui fait un croche-pied à la jambe et fait une roulade d'environ 135° tout en claquant le dos du rival sur le sol.Cette prise est utilisée par Kofi Kingston qui la nomme S.O.S.

## Mat slam
Un mat slam voit un attaquant forçant l'arrière de la tête de l'adversaire à s'écraser sur le tapis sans appliquer un headlock ou un facelock.
Le mat slam standard voit un attaquant attraper la tête de l'adversaire puis de la jeter violemment en claquant l'arrière de la tête sur le tapis.
Il existe des variantes :
- Sitout Rear Mat Slam : l'attaquant se tient derrière son adversaire, il l'attrape par les cheveux ou la tête, saute en arrière vers le haut et tombe dans une position assise pour conduire l'arrière de la tête entre les jambes de l'attaquant sur le tapis. Edge l'utilise souvent avant une de ses prises de finition, le Edge O' Matic.
- Sleeper Slam : l'attaquant applique un sleeper hold à l'adversaire et tombe en arrière forçant l'arrière de la tête à claquer sur le tapis. Vegan et Dolph Ziggler l'utilise en prise de finition.
- Tilt-A-Whirl Mat Slam : l'attaquant applique un Fireman's carry à son adversaire et tombe en avant claquant l'arrière de la tête sur le tapis.
- Belly to Back Cradle Inverted Mat Slam : L'attaquant met la tête de l'adversaire entre ses jambes.Puis lui met les deux bras entre les jambes, le soulève et l'écrase violemment au sol.Cesaro l'utilise comme prise de finition : La Neutralizer

## Monkey flip
L'attaquant appuie ses deux jambes contre l'adversaire et se laisse rouler vers le dos pour le propulser par-dessus lui et le faire retomber (le plus souvent sur le dos). En France, on nomme cette prise "planchette japonaise".

## Muscle Buster
L'attaquant accroche les deux jambes de l'adversaire avec ses deux bras, place sa tête près de l'épaule puis le soulève en l'air, donc la tête de l'adversaire reste coincée sur l'épaule de son attaquant. De cette position, l'attaquant saute et tombe en arrière pour conduire le cou sur le tapis.
On peut exécuter un Muscle Buster sur un adversaire se reposant sur une position élevé (comme le tendeur de câbles), cela facilitera la tâche.
Cette prise est la prise de finition de Samoa Joe.

## Neckbreaker
En français brise nuque. Le neckbreaker est une prise de catch qui consiste à prendre l'adversaire par la tête et de faire une rotation en tombant par terre en même temps. Cette prise écrase la nuque de l'adversaire sur le ring.

## Piledriver
L'attaquant se tient face à son adversaire, le saisit tout en le faisant pivoter autour de son nombril à 180°, le plaçant ainsi tête en bas, au niveau des genoux, puis l'attaquant se laisse tomber en position assise, plantant la tête de son adversaire et tassant ses vertèbres à la manière d'un DDT. Il existe quelques variantes de cette prise, notamment le dévastateur Tombstone Piledriver de l'Undertaker . Cette prise a été bannie par la WWE.

## Powerbomb
L'attaquant abaisse la tête de l'adversaire, la place entre ses jambes, le prend par les hanches, le soulève et le rabat au sol. C'est la prise de finition de Sid Justice. La même technique était utilisée par Batista mais il faisait retomber ses jambes au sol, il appelait sa prise de finition Batista Bomb. C’est également la prise de finition de Gunther.

## Powerslam
Le powerslam consiste à attraper l'adversaire en plaçant un bras entre ses jambes et l'autre derrière sa nuque et à lui écraser le dos en faisant un tour sur soi-même. C'est une des prises favorites de Randy Orton et Goldust.

## Ranhei
Le lutteur met sa tête sous le bras de l'adversaire (position DDT) puis lui faire un STO tout en faisant un tour de 180° et finir en Tombé. Kofi Kingston l'utilise en finisher qu'il a nommé S.O.S.

## Running Knee Drop
L'adversaire se trouve à terre et l'attaquant rebondit sur les cordes pour ensuite décrocher un coup de genou à la tête de l'adversaire. Cette prise est utilisée par Cody Rhodes.

## Russian Leg Sweep
L'attaquant se place à côté de l'adversaire, enroule une de ses jambes à celle de l'adversaire et chute en arrière pour claquer le dos et la nuque de l'adversaire.

## Roll-Up
Improprement appelé « petit paquet » en français, c'est un tombé placé de manière que celui qui se le prenne soit pris par surprise. 
Le Roll-Up est une prise de catch modifiable. Ainsi, par exemple: Par derrière, l'attaquant se baisse et prend à un bras le bas-ventre de son adversaire, tire en arrière de façon que celui qui subit tombe en arrière ; il rive alors ses épaules au sol, solidement bloquées par le bras de son attaquant. Le tombé est donc réglementaire, et l'arbitre peut commencer son décompte.

## Samoan drop
L'attaquant met l'adversaire en position de Fireman's Carry puis se laisse tomber sur le dos. Cette prise est principalement utilisée par des catcheurs d'origine Samoane comme Roman Reigns, Dwayne "The Rock" Johnson, The Usos, Umaga etc ...

## Shin breaker
Un shin breaker est un mouvement de catch qui consiste à claquer le tibia de la victime au genou. L'attaquant est d'abord à côté de l'adversaire, il met sa tête sous un des bras de l'adversaire, plie la jambe de 90° au sens de l'articulation et le soulève pour le claquer contre le genou. Souvent utilisé pour affaiblir une jambe (pour une prise de soumission). La prise est utilisée par Ric Flair et par Charlie Haas.

## Shoulderbreaker
Un shoulderbreaker se rapporte à une brise-épaule sur n'importe quelle partie du corps, très souvent sur le genou.
L'Inverted facelock shoulderbreaker consiste pour l'attaquant à porter un inverted facelock puis tomber en arrière et donner un coup de genou dans l'épaule de l'adversaire. C'est l'ancienne prise de finition de Dwayne Johnson dit "the Rock"

## Snake Eyes
L'attaquant place son adversaire sur l'épaule : ventre contre l'épaule, leurs visages sont alors à la même direction et l'attaquant jette le visage de l'adversaire sur le tendeur de câbles. Cette prise a été popularisée par Kevin Nash et The Undertaker.

## Snapmare
L'attaquant applique un three-quarter facelock à son adversaire et se met à genoux en projetant le dos de l'adversaire sur le tapis.
C'est l'une des prises basique du catch, elle est connue en France sous le nom de  "Coup d'arpin"

## High Angle Senton Bomb
Attaque aérienne popularisée par Mr. Kennedy et Jeff Hardy, qui en ont fait leur prise de finition, respectivement Kenton Bomb et Swanton Bomb (litt. Bombe du Cygne). Elle consiste, du haut du tendeur de câbles, à sauter en effectuant 3/4 d'une rotation (soit 270°) et à retomber dos sur le ventre de l'adversaire couché à terre, sur le dos. De nos jours, c'est la prise de finition de Sin Cara et d'Aiden English

## STO
Le STO (Space Tornado Ogawa) (souvent appelée running STO) est une prise qui s'effectue lorsque l'adversaire se tient debout, désemparé. L'attaquant se projette dans les cordes et rentre en contact avec la victime. Il allonge son bras comme s'il allait faire une clothesline mais au lieu de ça, son avant-bras percute le cou et en basculant en avant, toujours avec le cou sous l'avant-bras. Ce qui fait que la victime se fait claquer le dos et une partie du cou et le derrière de la tête. Cette prise ressemble à un spinebuster, sauf que l'attaquant n'enroule pas ses bras autour de son adversaire. C'est la prise de finition de Shad Gaspard qu'il nomme Thugnificence ou "Shad Taking Over". Shane McMahon, lui, l'utilise en rajoutant un Backbreaker.
Il existe une variante qui s'appelle « Reverse STO » où cela se déroule comme la prise originale mais au lieu de tomber en avant, l'attaquant tombe en arrière pour écraser la tête de l'adversaire.